# Teslatransformator

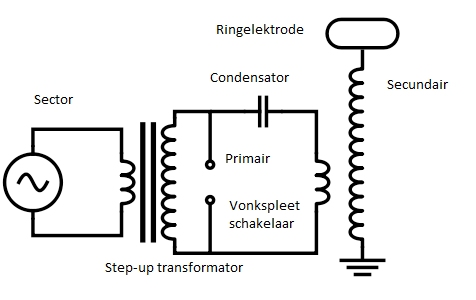
Schema van een teslatransformator

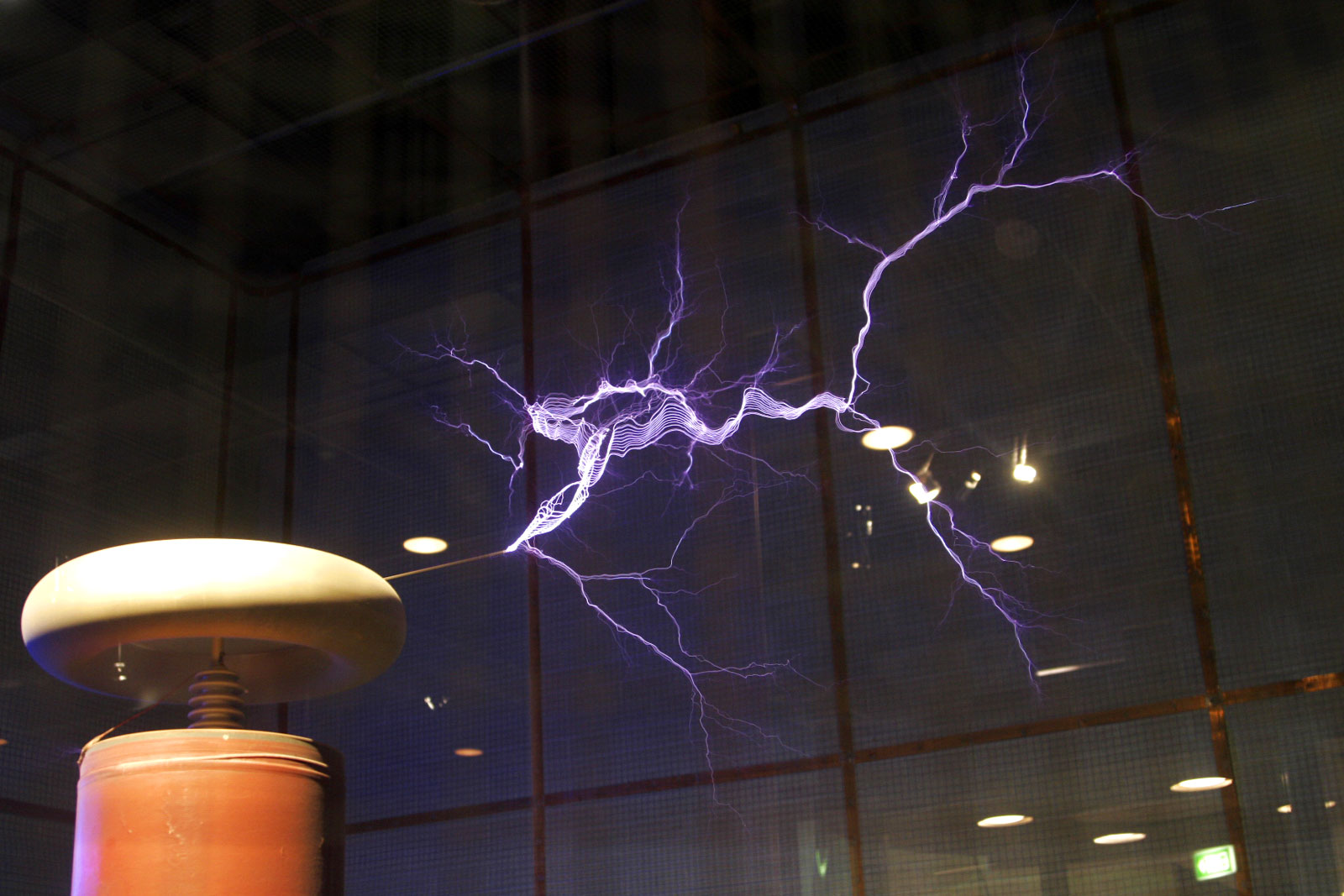
Grote teslatransformatoren geven indrukwekkende bliksemachtige effecten.

Een teslatransformator of teslaspoel is een meertrapstransformator die rond 1891 werd ontwikkeld door de Servisch/Amerikaanse natuurkundige Nikola Tesla. Met deze transformator kan een zeer hoge spanning bij een hoge frequentie opgewekt worden. Hoewel de teslatransformator bestaat uit een primaire en een secundaire wikkeling, is de werking niet uitsluitend als van een transformator, maar berust mede op resonantie in de secundaire LC-kring die vanuit de primaire wordt aangestoten. In de begintijd van de radiotechniek werd deze transformator wel toegepast in zendinstallaties. Hobby-elektrotechnici bouwen graag zelf een teslatransformator, omdat er zeer spectaculaire vonken mee gemaakt kunnen worden. Op internet zijn veel bouwtekeningen hiervoor te vinden.